# چون هونگ (بدمینتون‌باز)
چون هونگ (陈宏؛ زادهٔ ۲۸ نوامبر ۱۹۷۹) بدمینتون‌باز اهل چین بود. وی در بازی‌های المپیک تابستانی ۲۰۰۴ شرکت کرده‌است.